# Portal de empleo
Un portal de empleo es un sitio web especializado que integra oferta y demanda laboral existente en el mercado. El objetivo principal de este espacio, que puede ser pago o gratuito, es ofrecer a sus usuarios un servicio de búsqueda de trabajo en línea, de manera rápida y simple. 
El portal de empleo reúne diversas vacantes de distintas empresas e instituciones, para gran parte de las áreas y cargos existentes en el mercado de una zona geográfica determinada. Los usuarios por su parte, ingresan sus currículum a través de la red, lo que les permite postular a los avisos de su interés de manera ilimitada. Estas búsquedas pueden realizarse a partir de distintas categorías, ya sea ciudad o región, área, tipo de cargo, carrera, entre otras. 

## Servicios adicionales
A través de un portal de empleos, quien busca una oportunidad laboral en el mercado puede:
- Ingresar su curriculum vitae
- Realizar búsquedas de ofertas que se adecuen a su perfil
- Acceder a distintos tipos de trabajos como son freelance, part time, prácticas profesionales, full time, entre otros.
- Postular en tiempo real a las distintas vacantes de importantes empresas, las que se actualizan diariamente.

Por parte de las empresas que desean cubrir sus vacantes, un portal de empleo le permite: 
- Publicar de manera permanente sus necesidades de vacantes
- Tener acceso a miles de currículum para futuras búsquedas y almacenamiento de bases de datos
- Elegir los perfiles más idóneos para el cargo entre cientos de postulantes

## Tipos de portales de empleo
- Generalistas: En estos sitios aparecen publicadas ofertas de trabajo para cualquier actividad sin distinciones. Surge como alternativa de publicación en periódicos. Pueden ofrecer además otros servicios como la publicación de artículos o enlaces de interés. Este tipo de sitios ha tenido un crecimiento impresionante pasando de ser simples tablones de anuncios a ser plataformas integradas de empleo con asesorías o evaluaciones de candidatos.

- Especializados: También se los llama "sectoriales" ya que se dedican a búsquedas laborales en sectores específicos como por ejemplo, en empleos técnicos, profesionales o del sector educativo.[1]

## Modelos de negocio
Los portales de empleo suelen cobrar tarifas a los empleadores por publicar ofertas de trabajo. Con frecuencia, estas tarifas son fijas y aplican por un período específico (30 días, 60 días, etc.). Otros portales permiten a los empleadores publicar listados básicos de forma gratuita, pero cobran una tarifa por una posición más destacada en los resultados de búsqueda. Algunos portales utilizan un modelo de pago por rendimiento, donde el empleador paga por los clics en el anuncio de empleo.